# Blaues Blut (Album)
Blaues Blut ist das neunte Soloalbum des Berliner Rappers Fler. Es erschien am 19. April 2013 über sein Independent-Label Maskulin.

## Entstehung
Flers achtes Soloalbum Hinter blauen Augen erschien im November 2012, nach der Veröffentlichung begannen bereits die Arbeiten an Blaues Blut.
Fler bekam eine CD mit Instrumentals von den Produzenten Hijackers überreicht. Da Fler von allen Beats der CD beeindruckt war, fing er gleich an, sein nächstes Album zu schreiben. Laut eigener Aussage, wurde die Single Barack Osama als erster Song des Albums aufgenommen. Danach habe Fler den Rest des Albums aufgenommen, was ihm, wie er selbst im Interview mit Mixery Raw Deluxe äußerte, Spaß bereitete. Nach nur vier Monaten sei dann das nächste Album fertig gewesen. Laut Fler hätte er es auch ein ganzes Jahr später veröffentlicht, wenn er länger dafür gebraucht hätte.

## Produktion und Samples
Das gesamte Album wurde von dem Produzenten-Team Hijackers produziert. Alle Lieder wurden in Berlin aufgenommen. Das Mastering der Lieder auf dem Album wurde in Los Angeles von Brian Gardner, welcher zuvor bereits als Ton-Ingenieur für 50 Cent und Dr. Dre tätig war, durchgeführt. Vier Lieder des Albums enthalten Samples von Songs anderer Künstler. So ist im ersten Beat von dem Intro des Albums ein Sample des Tracks Pain von dem Hip-Hop-Duo Capone-N-Noreaga enthalten. Chrome enthält ein Sample des Titels Sittin' on Chrome von Masta Ace. Der Song Biggest Boss enthält ebenfalls Elemente eines anderen Titels. Auch im Song German Dream ist, vermutlich von The Doors, ein Sample zu hören.

## Inhalt
Fler behandelt auf dem Album mehrere Themen, so sind meistens Battle-Tracks (z. B. Skrupellos, Echte Männer, Die Liga der Kriminellen) und Songs mit humoristischen Einflüssen (z. B. Mut zur Hässlichkeit), als auch ruhige und tiefgründige Lieder (z. B. German Dream) auf dem Tonträger enthalten. Auffällig ist der niedrige Anteil an gesungenen Refrains, der von Fler auf seinen vorherigen Veröffentlichungen oft viel höher war. Die meisten Songs dieses Albums sind dem Battle-Rap zuzuordnen. Lediglich wenige Lieder behandeln andere Themen. Im Song Pheromone geht es hauptsächlich um Statussymbole und um Erfolg. Die Lieder Produkt der Umgebung und City Boy handeln von Flers Herkunft und deren Einfluss auf ihn selbst. Im Song German Dream hinterfragt Fler die Existenz des „deutschen Traums“ und erläutert seine Haltung gegenüber der europäischen Neidgesellschaft und gegenüber dem amerikanischen Traum. Musikalisch ist das Album stark dem südamerikanischen Rapstil, auch Dirty South genannt, zuzuordnen. Mit Chrome und Barack Osama sind auch einige Trap-Songs auf dem Album enthalten. Zu dem südamerikanisch geprägten Stil des Albums äußerte sich Fler im Interview mit dem Magazin 16bars.de und sagte: „West-Coast-Rap hat jahrelang Deutschland beeinflusst. Das merkt man an den Beats. East-Coast-Rap hat jahrelang auch Deutschland beeinflusst. Aber der Süden aus Amerika hat Deutschland noch nie erreicht, weil die Leute noch nie einen Bezug dazu hatten.[…] Ich bin extrem beeinflusst durch meinen Miami-Besuch von dem Süden Amerikas. Und der Süden Amerikas hat halt nun mal mehr diese Dirty South-Sachen, diese Trap-Geschichten und ich lass' mich halt davon beeinflussen, was die Produktion anbelangt, weil ich auch glaube, dass das einer extrem guten Produktion bedarf.[…]Die Leute haben es noch nicht ganz verstanden und die haben auch gerade diese Ignoranz, gerade wenn du auf 'nem South-Beat rappst, die haben die erst recht noch nicht verstanden.[…] Wir wollen. dass es die Persönlichkeit untermalt. Es geht auch um den Flavour und ich find' so ein Bisschen, Deutscher Rap, wenn du dir gerade die letzten Releases anguckst, da fehlt einfach komplett der Flavour.“ Alle Strophen der Lieder werden von Fler und seinen Gastmusikern langsam gerappt. Die Gastmusiker Jihad und Silla sticheln in ihren Strophen gegen die Rapper Kollegah und Farid Bang, welche von Fler im Song Mut zur Hässlichkeit gedisst werden. In den Texten werden einige bekannte Persönlichkeiten erwähnt. Dazu zählen unter anderem: Lena Meyer-Landrut, Samy Deluxe, Massiv, Sonny Black, Mr. T, Hulk Hogan und The Notorious B.I.G.

## Gastbeiträge
Blaues Blut enthält eine Reihe musikalischer Gastbeiträge von anderen Rappern. So sind die Rapper Animus und Silla an zwei Liedern beteiligt. Das Stück Grizzly stellt eine Zusammenarbeit mit Animus dar, welcher ebenfalls im Stück Maschine, bei dem Fler zudem von G-Hot (in der Trackliste Jihad geschrieben) unterstützt wird. Der Rapper Jihad ist insgesamt sechsmal auf dem Album vertreten. So sind die Stücke Produkt der Umgebung, Skrupellos und City Boy Kollaborationen der Rapper Fler und Jihad, während Fler auf den Songs Echte Männer und Die Liga der Kriminellen von Silla und Jihad unterstützt wird. In einem Infovideo äußerte Fler, dass die Gastbeiträge auf dem Album als einzige Künstler zu dem Album passen würden. Zuvor war über ein Feature mit dem Rapper Haftbefehl spekuliert worden. Zu 16bars.de sagte Fler, das Haftbefehl „bis heute der Einzige“ wäre, mit dem er „einen Song machen will in Deutschland“. Man hätte „über drei Ecken Kontakt miteinander gehabt“, jedoch sagte er, dass Flers „Deadline sehr knapp“ gewesen wäre.

## Illustration
Das Albumcover der Standard-Edition zeigt Flers Gesicht von der rechten Seite. Er trägt mehrere Ketten und ein schwarzes Basecap. Am unteren Rand stehen die Schriftzüge Fler und Blaues Blut in weiß. Das Cover der Blue-Magic-Edition zeigt Flers Gesicht von der linken Seite, dem Betrachter den Rücken zugewandt. Er trägt mehrere Ketten. Am unteren Rand stehen die Schriftzüge Fler, Blaues Blut und Blue Magic Edition in weiß. Beide Albencover sind in schwarz-weiß gehalten.

## Editionen
Das Album wurde in vier verschiedenen Editionen veröffentlicht. Auf der Standard Edition befinden sich sechzehn Songs. Auf der Blue Magic Edition befinden sich weitere vier Bonustracks und die Instrumental Versionen zu allen zwanzig Songs. Dann wurde die Blue Magic Edition noch als Box, in der sich neben den 20 Songs und deren Instrumental Versionen auch noch ein T-Shirt befindet zum Kauf angeboten. Auf der exklusiven iTunes-Version ist ein Interview des Rappers Fler, mit Kommentaren zu allen Songs des Albums enthalten.

## Vermarktung
| Videopremiere   | Titel        |
| 3. Februar 2013 | Barack Osama |
| 24. März 2013   | Pheromone    |
| 29. April 2013  | Echte Männer |
| 24. Mai 2013    | Chrome       |

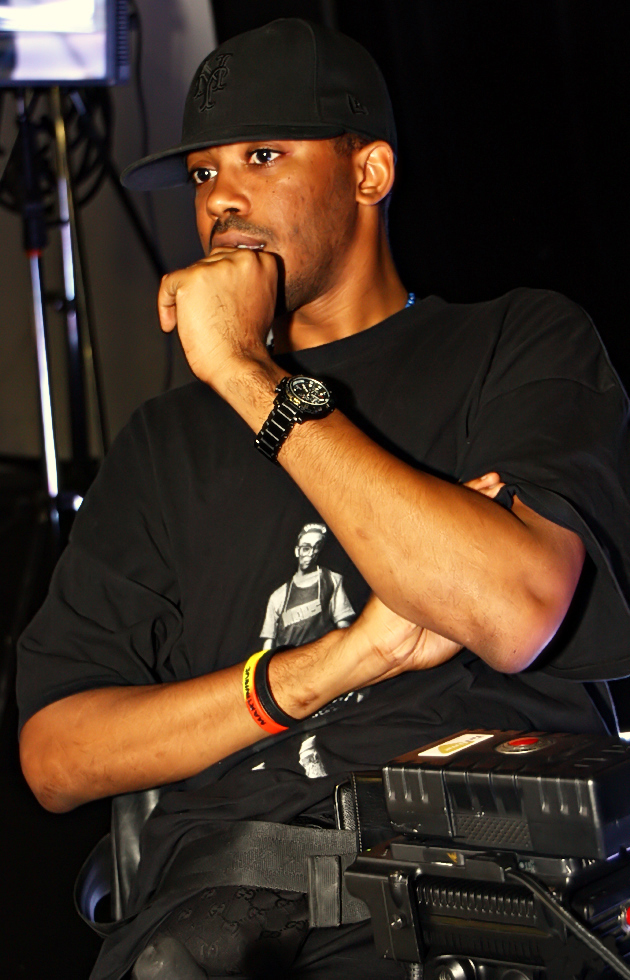
Chris Macari, der Regisseur des Videos Chrome

Am 5. Januar 2013 wurde das Musikvideo zu Barack Osama gedreht, am 8. Februar erschien der Song als erste Single. Auf der Single Barack Osama befand sich zudem noch ein Maskulin Remix, bei dem die Rapper Silla und G-Hot mitwirkten. Barack Osama erreichte in den deutschen Charts Rang 68 und verließ die Hitparade in der Folgewoche wieder. Zu Barack Osama sagte Fler im Interview mit 16bars.de: „Barack Osama war[…] der erste Song den ich aufgenommen hatte.[…] Und dann haben wir dazu ein Video gedreht, weil Katapult mit mir ein Video drehen wollte.“ Die zweite Singleauskopplung war Pheromone, welche am 12. April physisch wie digital veröffentlicht wurde. Das Musikvideo zur Single wurde von dem Rapper Nazar gedreht und erschien bereits Anfang April als zensierte Version auf YouTube und unzensierte auf PornHub. Die Single konnte sich nicht in den deutschen Charts etablieren, war jedoch häufig in den Musik-Charts des Vertreibers Amazon dabei. Am 29. April 2013 wurde das in Berlin gedrehte Musikvideo zum Lied Echte Männer auf YouTube veröffentlicht. Neben Fler sind in dem Video die Rapper G-Hot und Silla sowie Mitglieder der Rocker-Gang Hells Angels zu sehen. Im Mai 2013 erschien das Musikvideo zum Song Chrome, welches von Chris Macari gedreht wurde. Im Video sind zudem die Rapper Jihad und Animus zu sehen. Zudem war Fler in Videos anderer Rapper als Gastkünstler im Jahr 2012 zu sehen. So hatte er einen Gastauftritt im Song Star Wars von Laas Unltd und rappte den Refrain im Video zu Rap Casablanca von Silla. Außerdem fand ein Produkt der Umgebung Contest im Internet statt, bei dem Fans Fotos senden konnten, welche dann in einem Video zu sehen sind. Als erster Freetrack erschien Mut zur Hässlichkeit. Im Internet wurden mit Biggest Boss und Meine Farbe weitere Songs vorab im Internet veröffentlicht und am 4. April 2013 erschien ein knapp 15-minütiges Snippet zum Album, das von DJ Maxxx gemixt wurde, online. Am 10. Februar 2013 erschien ein Interview über das Album Blaues Blut beim Internetportal Mixery Raw Deluxe. Zudem wurde Tage zuvor eine Hörprobe zum Song Chrome auf der Website von Mixery Raw Deluxe veröffentlicht. Außerdem gab es Interviews bei vielen anderen Internetportalen. Am 4. April 2013 war Fler bei der in der Schweiz ausgestrahlten Sendung Joiz TV zu Gast, wo er unter anderem auch Songs aus seinem Album präsentierte. Fler verkündete, dass man mit dem roten Audio Anabolika-Shirt, das man in seinem Shop erwerben kann, kostenfrei zu allen Blaues Blut-Konzerten kommen könne. Nach der Veröffentlichung des Albums erschien ein Interview mit dem Magazin Backspin, indem Fler ebenfalls verkündete, er würde bereits an weiteren musikalischen Projekten arbeiten. Im Mai 2013 erschien ein Interview mit dem Magazin Tik Online. In diesem äußerte Fler sich auch über das Video zum Song Pheromone: „Es war für mich jetzt auch nichts großes, keine neue Situation mit zwei nackten Mädels im Bett zu sitzen, also das kannte ich auch schon vorher. Ich fand es dann am Ende auch nicht wirklich so provokativ, es war alles noch im Rahmen, wir haben auch viel Wert darauf gelegt, dass die Mädels da gut bei weg kamen, dass die jetzt nicht nur Beine breit da im Video zu sehen sind.“ Außerdem erläuterte er den Inhalt der Songs des Albums: „Geld, Geld, Geld, Frauen, Geld, Frauen! Die schönen Dinge des Lebens. Rap in Deutschland ist für meinen Geschmack etwas eingerostet, ein bisschen konservativ. Ich versuche das, auf das wesentlich zu konzentrieren. Und das sind halt die schönen Dinge des Lebens.“

## Texte
Diss-Songs

Kollegah und Farid Bang, die auf dem Song Mut zur Hässlichkeit gedisst werden.

Blaues Blut beinhaltet das Lied Mut zur Hässlichkeit. Dieses ist ein Diss-Track, der sich gegen die Rapper Kollegah und Farid Bang richtet. Der Name Farid Bang wird im Gegensatz zu Kollegah im Song nicht explizit erwähnt. Das Lied wurde bereits vor der Veröffentlichung des Albums auf YouTube zur Verfügung gestellt.

„In meiner Tasche ist das Klappmesser.
Ich mach nach Düsseldorf einen Abstecher.
Kollegah, du hast Glasknochen.
Du kriegst den Kürbis rein, was für Karotten?
Eine Schelle hat gereicht von Dú Maroc
und du bist in Ohnmacht gefallen - Überschock.
Du bleibst am Ball wie ein Mittelstürmer.
Du suchst Vergleiche, such dir doch einen Job in der Glückskeksfirma.
Bild dir nichts ein auf euren Hype - Gangnam Style.
Ich hol dich runter von dem Film - Rambo 3.
Felix Blume, das Antoine ist sogar ausgedacht.
Bist du Schlampe endlich aufgewacht?
Du Grobmotoriker kannst dir nicht mal die Schuhe anziehen.
Mit den paar Haaren, die du hast, werd ich dich über den Ku'damm ziehen.
Wer wird wohl Felix Blumes Sohn?
Ein gottverdammter Hurensohn.“

Auf dem Album befindet sich zudem das Lied Skrupellos, auf dem der Rapper Jihad einen Gastbeitrag hat. Auch in diesem Lied werden Anspielungen auf die Rapper Kollegah und Farid Bang von Jihad gemacht. Die Rapper werden aber nicht direkt erwähnt. Die Hook des Songs wurde mit Hilfe von Auto-Tune bearbeitet.

„Ich unterscheide zwischen Gut und Böse.
Zwei zugedröhnte Hurensöhne.
Hau mal ab mit deinem, was soll das für ein Gebrabbel sein, Doubletime? Tu mal zahlen du Nutte!
Wie siehst du auf deinem Perso' aus?
Sag mir wer es glaubt, dass du den Eyeliner grad für deine Perle kaufst.
Ein Box, dicka, die Klage nimm' ich gern in Kauf.
Die 10 Scheine Schmerzensgeld, geb ich für Werbung aus.
Wenn mein Boss vor dir steht, heißt es Parkinson.
Nachdem Song kannst du gerne eine Runde blasen kommen.
Und Felix, jetzt wirst du Maß genommen.
Deine Mutter ist eine Multiplikation - ich hab sie mal genommen.
Maskulin ganz oben in der Nahrungskette.
Thema Nummer Eins auf jeder Damentoilette.
Loui, Gucci - guck mal wie wir haushalten.
Keiner kann uns aufhalten.
Maskulin!“

Battle-Rap-Tracks
Auf Storytelling-Rap wird auf Blaues Blut komplett verzichtet. Stattdessen sind sehr viele Battle-Tracks auf dem Album So lässt sich auch der Stil des Songs Barack Osama als Battle-Rap bezeichnen. Im Refrain des als Single veröffentlichten Songs werden wiederholt die Wörter Barack Osama gerappt. Außerdem kommen die Wörter President und Terrorist im Refrain vor, was sich auf eine Anspielung in Richtung des US-amerikanischen Präsidenten Barack Obama und des vermutlich toten Terroristen Osama bin Laden verstehen lässt.

„Wenn du mich angreifst muss ich lachen L.O.L.
Dein kleiner Schatz ist meine Hündin im Hotel.
Tu nicht so als wäre ich nicht mehr brandaktuell.
Ich komm vorbei und kauf deinen Arsch, das ist Geld.
Komm nicht wieder angerannt du kleiner Sklave,
dein ganzes Leben ist ein Popel in meiner Nase.
Ihr seid süß, ihr wollt beißen mit den Milchzähnen.
Ihr seid Schwänze, ihr wollt kiffen und dann chillen gehen.
Ich streue Salz in deine Wunde, du kleiner Junge.
Muck' nicht auf in deinem Dorf, ihr seid meine Hunde.
Warum weinst du ? Gestern warst du noch so groß mit Hut.
Ich bin ein König ich hab blaues und kein rotes Blut.“

Zudem stellt der Song Biggest Boss einen Battle-Track dar. Der Refrain des Songs enthält ein Sample eines englischsprachigen Künstlers. So wird der Text von Fler nur in den Strophen vorgetragen.

„Wer ist hier der Boss? - Flizzy
Fler ist hier der Boss. - Flizzy.
Zeiten ändern sich, heute trag' ich kein Carlo mehr.
Man sagt ich schwimme jetzt im Geld. - Dagobert.
Braungebrannt. Ich schieße aus dem Aston.
Deine Gang ist schwul und trägt kugelsichere Westen.
Wenn du mich siehst, dann denkst du jetzt kommt Hulk, Junge.
Ihr seid nicht Straße, Fler ist der Asphalt, Junge.
Die Welt ist klein von hier oben - Chefetage.
Es gibt für dich kein Happy End - Sexmassage.
Du kleiner Spast, ich lass' dich von 'nem Baum hängen.
Du hast deinen Namen erst, seitdem ich deine Frau bangte.
Sei mal einfach leise, wenn Erwachsene reden.
Ich bin ein Macher, Junge. Ich führ' ein erwachsenes Leben.
Barreta vor dem Face. Junge, du wirst ganz klein.
Ich hol' den Schwanz raus und du ziehst den Schwanz ein.“

Tiefgründige Songs
Das Album beinhaltet zudem den Song German Dream. Der Song ist der einzige tiefgründige Song auf dem Album.

„Ihr seid hier festgefahren, in dieser grauen Welt.
Es gibt kein Miteinander. Sagt mir, wann die Mauer fällt.
Es gibt kein German Dream. Es hat sich ausgeträumt.
Denn ich bin nicht der Star, den ihr da draußen wollt.
Packe meine Louis Koffer und nehme den nächsten Flug.
Ich komme zurecht, du kennst mich. Es geht mir gut.“

## Titelliste
| #  | Titel                            | Interpret     | Produzent | Länge |
| -- | -------------------------------- | ------------- | --------- | ----- |
| 1  | Neue Deutsche Hasswelle/Intro    |               | Hijackers | 2:13  |
| 2  | Pheromone (2. Single)            |               | Hijackers | 3:01  |
| 3  | Biggest Boss                     |               | Hijackers | 3:00  |
| 4  | Neureicher Wichser               |               | Hijackers | 4:01  |
| 5  | Produkt der Umgebung             | Jihad         | Hijackers | 3:27  |
| 6  | Im 7ner (Skit)                   |               |           | 0:38  |
| 7  | Meine Farbe                      |               | Hijackers | 3:30  |
| 8  | Chrome (Musikvideo)              |               | Hijackers | 3:57  |
| 9  | Blaues Blut                      |               | Hijackers | 3:20  |
| 10 | Grizzly                          | Animus        | Hijackers | 4:27  |
| 11 | Barack Osama (1. Single)         |               | Hijackers | 4:26  |
| 12 | In der S-Klasse (Skit)           |               |           | 0:39  |
| 13 | Skrupellos                       | Jihad         | Hijackers | 3:26  |
| 14 | Echte Männer (Musikvideo)        | Jihad & Silla | Hijackers | 4:38  |
| 15 | City Boy                         | Jihad         | Hijackers | 3:19  |
| 16 | Mut zur Hässlichkeit (Freetrack) |               | Hijackers | 3:53  |

Bonus-Songs der Blue Magic-Edition
| #  | Titel                    | Interpret      | Produzent | Länge |
| -- | ------------------------ | -------------- | --------- | ----- |
| 17 | Blue Magic               |                | Hijackers | 3:31  |
| 18 | Die Liga der Kriminellen | Jihad & Silla  | Hijackers | 4:24  |
| 19 | Maschine                 | Jihad & Animus | Hijackers | 4:11  |
| 20 | German Dream             |                | Hijackers | 2:55  |

+ Instrumentals und T-Shirt
iTunes Version
Auf der iTunes-Version befindet sich neben den 20 Songs und deren Instrumentals noch ein Interview mit Kommentaren zu den Liedern von Fler.

## Einzelne Lieder
Pheromone
Pheromone wurde als zweite Single veröffentlicht. Das Musikvideo wurde als zensierte und unzensierte Version hochgeladen. Der Song handelt überwiegend von Statussymbolen und dem Streben nach dem Erfolg.
Chrome
Chrome lässt sich dem Trap zuordnen. Fler verwendet einen bisher unbekannten Flow, bei dem die letzten ein oder zwei Silben des jeweiligen Satzes einer Frage ähnelnd betont werden.
Barack Osama
Barack Osama ist ein typischer Battle-Track, welcher sehr langsam gerappt wird. Der Song wurde als erste Single ausgekoppelt und konnte sich auf Platz 68 in den deutschen Charts platzieren. Barack Osama wurde als erster Song des Albums aufgenommen.
Echte Männer
Echte Männer ist ein typischer Battle-Track. Der Rapper Silla rappt sexistische Äußerungen im Song.
Mut zur Hässlichkeit
Mut zur Hässlichkeit ist ein Disstrack, welcher vorher bereits als Freetrack erschien. Der Track wurde auf dem Album jedoch als andere Version veröffentlicht.

## Kritiken
Bewertungen der Musikmedien
| Professionelle Bewertungen | Professionelle Bewertungen |
| -------------------------- | -------------------------- |
| Kritiken                   |                            |
| Quelle                     | Bewertung                  |
| laut.de                    | [ 10 ]                     |
| Backspin                   | [ 11 ]                     |
| rap.de                     | [ 12 ]                     |
| hiphop.de                  | [ 13 ]                     |
| rappers.in                 | [ 14 ]                     |
| ampya.com                  | [ 15 ]                     |

Bei Laut.de erhielt das Album eine positive Bewertung. Der Redakteur Stefan Johannesberg betitelte die Veröffentlichung als „Eine neue Kammer für Deutschrap“. Zudem wird Fler für seinen südamerikanisch angelehnten Rapstil gelobt: „Die nächste Überraschung wandert erst nach mehrmaligem Anhören ins Oberstübchen: Fler fällt auch beim Braggen-und-Boosten nicht negativ auf und kriegt seine Slow-Flow-Raps doch glatt hin wie Schreiner. Wer schon mal versucht hat, auf Deutsch Sex-Gangster-Lyrics ohne Doubletime-Rhymes halbwegs unpeinlich in Hooks und Verse zu gießen, erahnt, wo die wahre Leistung beim "Blauen Blut" liegt“. Die Veröffentlichung wurde von dem Redakteur mit vier von fünf Punkten beurteilt, was Flers beste Bewertung bei Laut.de darstellt.
Das Online-Magazin Rap.de bewertete das Album ebenfalls positiv. Von dem Redakteur Luigi Zuckermann wurde die Veröffentlichung als „Herrlich ignorant“ bezeichnet. Blaues Blut wird als eine Verbesserung im Gegensatz zum Vorgänger Hinter blauen Augen beschrieben: „Wo Fler mit seinem ersten Schritt in die neue Richtung, "Hinter blauen Augen", teilweise noch etwas holprig klang, hat er sich auf dem Nachfolger "Blaues Blut" offenbar eingegroovet. Die Mischung aus seinem im Vergleich zu alten Zeiten deutlich langsamerem Flow und den pathetischen Synthiebeats klingt auf einmal viel organischer und weniger aufgesetzt.“ Zudem wird Fler dafür gelobt, sich an den „Vorbildern dieses Styles“ gut inspiriert zu haben: „die Vorbilder dieses Styles heißen Rick Ross, French Montana oder auch Booba. Der Punkt ist aber: Es funktioniert.“
„Thematisch gibt es nicht viel neues aus dem Hause Maskulin. Es geht um Scheine, hauptsächlich lila gefärbte, um den eigenen Status als CEO und um die rasche Herstellung sexueller Kontakte zu stets willigen Damen.“ Am Ende der Rezension bezeichnet der Redakteur das Album für den Hörer, der „seinen Rap gerne ignorant und unreflektiert“ hat, als „genau richtig“. Das Album wurde von dem Redakteur mit sieben von zehn Punkten bewertet.
Der Redakteur Erich Unrau von dem Magazin hiphop.de lobt die Produzenten Hijackers dafür, Fler einen „Soundteppich zu knüpfen, der komplett an dem amerikanischen Südstaaten-Rap angelehnt ist“. Die Hijackers solle man „für die Zukunft im Auge behalten“. Zudem äußerte sich der Redakteur über Flers Leistung auf dem Album: „im Rap geht es ja immer auch darum, Stimme, Reime und Beat zusammenzubringen. Dies hat Fler durchweg recht erfolgreich gemacht und wird sicherlich einige Kritiker des Vorgängeralbums zufrieden stellen – insbesondere, weil er sich nun wieder deutlich mehr auf seine Straßen-Rap-Wurzeln berufen hat.“ Laut ihm habe Fler mit Blaues Blut ein „strukturiertes Album geschaffen, welches in der Deutschrap-Szene eine Sonderstellung hat“. Die Veröffentlichung bekam in der Rezension 7 von 10 möglichen Punkten.
Bewertungen anderer Künstler
Der Rapper Denyo bewertete Blaues Blut für das Onlinemagazin Jetzt.de der Süddeutschen Zeitung. Dabei kritisiert er das Album inhaltlich als „Standard-Blockbuster-Rap mit den immer gleichen Themen.“ Positiv bewertet Denyo, dass Fler „ein paar geile Punchlines und […] den einen oder anderen lockeren Spruch“ bringe, was vielen Rappern fehle. Stilistisch lehne sich Fler stark an den US-amerikanischen Rapper Rick Ross an. Dieser „Hashtag-Rap-Style“ und die Verwendung einiger „politisch unkorrekte[r] Line[s]“ bezeichnet Denyo als lustig. Da Fler dies jedoch „an keiner Stelle durch eine intelligente Aussage“ breche oder eine „augenzwinkernde Komponente“ einbringe, sei „das letztlich ein Trauerspiel“. Die ignorante Haltung Flers sei „unterhaltsam“. Sofern diese jedoch ernst gemeint sein sollte, empfinde Denyo dies als „echt schlimm“.
Der Rapper Shindy äußerte sich über den langsamen Flow von Fler gegenüber dem Magazin Rap.de. Er finde es „cool“ ,[…] da Fler „wieder was neues rein bringt“. Er würde sich persönlich jedoch wünschen, dass Fler „immer so wie bei CCN 1 rappt“. Er könnte es jedoch „nicht beeinflussen“ […] und Fler könnte „machen was er will“. Shindy beschrieb es als „auf keinen Fall schlecht“ und sagte, dass Fler es richtig gut umsetzte.

## Bedeutung
Fler bezeichnet das Album als erster Versuch, den sogenannten Südstaaten-Rap in die deutsche Hip-Hop-Szene zu integrieren.

## Chartplatzierungen und Singles
Blaues Blut stieg, wie schon Flers beide vorhergehenden Soloalben, auf Platz 3 in die deutschen Albumcharts ein. In Österreich erreichte das Album Platz 5 in der ersten Verkaufswoche. Dies stellt Flers beste Chartplatzierung in Österreich dar. In der Schweiz erreichte das Album den siebten Platz in der ersten Verkaufswoche. In allen drei Ländern konnte sich das Album bis zu drei Wochen in den Charts halten, bevor es die Top 100 verließ.
Die erste Single Barack Osama wurde am 8. Februar 2013 veröffentlicht und schaffte es in Deutschland auf Platz 68 in den Singlecharts. In der folgenden Woche verließ die Single die Charts wieder. Das Musikvideo erreichte bis April 2013 über 400.000 Aufrufe auf YouTube.
Die zweite Single Pheromone wurde am 12. April 2013 als CD und auch digital veröffentlicht. Das Musikvideo zur Single wurde von Nazar in Österreich gedreht. Am 5. April 2013 wurde eine unzensierte Version des Musikvideos auf dem Internetportal YouPorn hochgeladen, das zensierte Musikvideo erschien dann mit der Single zusammen am 12. April 2013. Die Single konnte sich nicht in den deutschen Charts platzieren.
Album

| Jahr | Titel       | Höchstplatzierung, Gesamtwochen, AuszeichnungChartplatzierungen (Jahr, Titel, Platzierungen, Wochen, Auszeichnungen, Anmerkungen) | Höchstplatzierung, Gesamtwochen, AuszeichnungChartplatzierungen (Jahr, Titel, Platzierungen, Wochen, Auszeichnungen, Anmerkungen) | Höchstplatzierung, Gesamtwochen, AuszeichnungChartplatzierungen (Jahr, Titel, Platzierungen, Wochen, Auszeichnungen, Anmerkungen) | Anmerkungen                          |
| Jahr | Titel       | DE | AT | CH | Anmerkungen                          |
| ---- | ----------- | --- | --- | --- | ------------------------------------ |
| 2013 | Blaues Blut | DE3 (3 Wo.)DE | AT5 (3 Wo.)AT | CH7 (3 Wo.)CH | Erstveröffentlichung: 19. April 2013 |

Singles

| Jahr | Titel        | Höchstplatzierung, Gesamtwochen, AuszeichnungChartplatzierungen (Jahr, Titel, , Platzierungen, Wochen, Auszeichnungen, Anmerkungen) | Höchstplatzierung, Gesamtwochen, AuszeichnungChartplatzierungen (Jahr, Titel, , Platzierungen, Wochen, Auszeichnungen, Anmerkungen) | Höchstplatzierung, Gesamtwochen, AuszeichnungChartplatzierungen (Jahr, Titel, , Platzierungen, Wochen, Auszeichnungen, Anmerkungen) | Anmerkungen                           |
| Jahr | Titel        | DE | AT | CH | Anmerkungen                           |
| ---- | ------------ | --- | --- | --- | ------------------------------------- |
| 2013 | Barack Osama | DE68 (1 Wo.)DE | — | — | Erstveröffentlichung: 8. Februar 2013 |
| 2013 | Pheromone    | — | — | — | Erstveröffentlichung: 12. April 2013  |